# Eckhard Löser
Eckhard Löser (* 2. November 1938 in München; † 11. März 2011 in Gevelsberg) war ein deutscher Biochemiker.
Eckhard Löser studierte Mathematik und Naturwissenschaften an der Universität zu Köln. 1964 wurde er in Biologie und Chemie promoviert. Löser war bis zu seinem Ruhestand 2000 bei der Bayer AG tätig, zuletzt langjähriger Direktor des Instituts für industrielle Toxikologie in Leverkusen. Außerdem war er als ständiger Gast in der Senatskommission zur Beurteilung der gesundheitlichen Unbedenklichkeit von Lebensmitteln.
2003 wurde er mit dem Preis der US-amerikanischen International Institute of Synthetic Rubber Producers, Inc. (IISRP) ausgezeichnet.